# Бьюкенен (округ, Виргиния)
Округ Бьюкенен (англ. Buchanan County) располагается в США, штате Виргиния. По состоянию на 2010 год, численность населения составляла 24 098 человек. Был образован в 1858 году, получил своё название в честь пятнадцатого президента США Джеймса Бьюкененa.

## География
По данным Бюро переписи США, общая площадь округа равняется 1304,8 км², из которых 1302,0 км² — суша и 2,8 км², или 0,2 % — это водоёмы.

### Соседние округа
- Минго (Западная Виргиния) — север
- Мак-Дауэлл (Западная Виргиния) — восток
- Тазуэлл (Виргиния) — юго-восток
- Расселл (Виргиния) — юг
- Дикенсон (Виргиния) — юго-запад
- Пайк (Кентукки) — северо-запад

## Демография
По данным переписи населения 2000 года в округе проживает 26 978 жителей в составе 10 464 домашних хозяйств и 7 900 семей. Плотность населения составляет 21 человек на км². На территории округа насчитывается 11 887 жилых строений, при плотности застройки около 9-ти строений на км². Расовый состав населения: белые — 96,75 %, афроамериканцы — 2,62 %, коренные американцы (индейцы) — 0,06 %, азиаты — 0,14 %, представители других рас — 0,10 %, представители двух или более рас — 0,33 %. Испаноязычные составляли 0,47 % населения независимо от расы.
В составе 30,60 % из общего числа домашних хозяйств проживают дети в возрасте до 18 лет, 60,90 % домашних хозяйств представляют собой супружеские пары, проживающие вместе, 10,60 % домашних хозяйств представляют собой одиноких женщин без супруга, 24,50 % домашних хозяйств не имеют отношения к семьям, 22,50 % домашних хозяйств состоят из одного человека, 9,40 % домашних хозяйств состоят из престарелых (65 лет и старше), проживающих в одиночестве. Средний размер домашнего хозяйства составляет 2,46 человека, и средний размер семьи 2,87 человека.
Возрастной состав округа: 21,40 % моложе 18 лет, 8,50 % от 18 до 24, 31,20 % от 25 до 44, 27,50 % от 45 до 64 и 11,50 % от 65 и старше. Средний возраст жителя округа 39 лет. На каждые 100 женщин приходится 102,90 мужчин. На каждые 100 женщин старше 18 лет приходится 102,30 мужчин.
Средний доход на домохозяйство в округе составлял 22 213 USD, на семью — 27 328 USD. Среднестатистический заработок мужчины был 29 540 USD против 17 766 USD для женщины. Доход на душу населения составлял 12 788 USD. Около 19,80 % семей и 23,30 % общего населения находились ниже черты бедности, в том числе — 30,20 % молодежи (тех, кому ещё не исполнилось 18 лет) и 16,90 % тех, кому было уже больше 65 лет.